# Philadelphus laxiflorus
Philadelphus laxiflorus är en hortensiaväxtart som beskrevs av Alfred Rehder.
Philadelphus laxiflorus ingår i släktet schersminer och familjen hortensiaväxter. Inga underarter finns listade i Catalogue of Life.